# Nová Ves (Hradec-Nová Ves)
Nová Ves (niem. Neudorf) – wieś, część gminy Hradec-Nová Ves, położona w kraju ołomunieckim, w powiecie Jesionik, w Czechach.